# Luzula capitata
Luzula capitata är en tågväxtart som först beskrevs av Friedrich Anton Wilhelm Miquel, Adrien René Franchet och Paul Amédée Ludovic Savatier, och fick sitt nu gällande namn av Vladimir Leontjevitj Komarov. Luzula capitata ingår i Frylesläktet som ingår i familjen tågväxter. Inga underarter finns listade i Catalogue of Life.